# Meranoplus mayri
Meranoplus mayri é uma espécie de formiga do gênero Meranoplus, pertencente à subfamília Myrmicinae.